# Team Rocket
Il Team Rocket (ロケット団?, Roketto-dan) è un'organizzazione criminale immaginaria del media franchise Pokémon. Il gruppo appare per la prima volta nei videogiochi Pokémon Rosso e Blu e fa apparizioni successive anche in Pokémon Giallo, Pokémon Rosso Fuoco e Verde Foglia, Pokémon Oro e Argento, Pokémon Cristallo, Pokémon Oro HeartGold e Argento SoulSilver e Pokémon Let's Go, Pikachu! e Let's Go, Eevee!. Oltre ai videogiochi, il Team Rocket compare anche in numerosi media derivati, tra cui la serie televisiva anime Pokémon, il manga Pokémon - La grande avventura e il gioco di carte collezionabili Pokémon Trading Card Game.
Nel mondo di Pokémon, l'organizzazione è attiva nelle regioni di Kanto e Johto e si dedica allo sfruttamento e al furto di Pokémon con lo scopo di dominare il mondo per conto del suo capo Giovanni. I membri del gruppo ricoprono sempre un ruolo da antagonista nei diversi media, in cui alla fine il protagonista riesce a fermare i loro piani. In Pokémon Ultrasole e Ultraluna l'organizzazione ricompare sotto il nome di Team Rainbow Rocket (レインボーロケット団?, Reinbō Roketto-dan), formata da Giovanni e dai leader delle organizzazioni criminali di altre regioni del mondo dei Pokémon quali Ivan, Max, Cyrus, Elisio e Ghecis, per impadronirsi della tecnologia della Fondazione Æther.

## Apparizioni

### Videogiochi
Nei videogiochi Pokémon Rosso e Blu, Pokémon Giallo Pokémon Rosso Fuoco e Verde Foglia il protagonista incontrerà la prima volta le reclute del Team Rocket all'interno Monte Luna. Lotterà nuovamente contro i membri dell'organizzazione a Celestopoli dove, al termine del Ponte Pepita, una recluta tenterà di ingaggiarlo. Ad Azzurropoli il protagonista si intrufolerà nel Rifugio Rocket, nascondiglio situato nei sotterranei del casinò. Sventerà nuovamente i piani del Team Rocket all'interno della Torre Pokémon di Lavandonia e nella sede della Silph SpA. Infine incontrerà il capopalestra Giovanni nella città di Smeraldopoli, ottenendo l'ultima medaglia per accedere alla Lega Pokémon di Kanto. Nelle versioni Rosso Fuoco e Verde Foglia a Quintisola, nel Settipelago, sorge il Magazzino Rocket.
In Pokémon Oro e Argento, Pokémon Cristallo e Pokémon Oro HeartGold e Argento SoulSilver il protagonista si troverà a liberare gli Slowpoke tenuti in ostaggio dal Team Rocket ad Azalina. I membri dell'organizzazione criminale prenderanno il controllo della Torre Radio di Fiordoropoli, nel tentativo di contattare Giovanni. In questi titoli il loro rifugio è situato a Mogania. Nelle versioni HeartGold e SoulSilver il loro leader si trova nelle Cascate Tohjo.

### Carte collezionabili

Logo del Team Rocket

Al Team Rocket sono dedicati i set Team Rocket e EX Team Rocket Returns. Tra i Pokémon utilizzati dai membri del Team Rocket figurano Hitmonchan, Articuno, Zapdos, Moltres, Scyther, Scizor, Snorlax, Mewtwo, Wobbuffet, Raikou, Entei, Suicune, Tyranitar, Sneasel, Meowth e Persian. A questi Pokémon si aggiunge un esemplare di Celebi di tipo Erba/Oscurità presente nel set EX Leggende Nascoste, denominato Dark Celebi (Ｒ団のセレビィ?, Rocket's Celebi, Celebi del Team Rocket).
Altre carte dedicate all'organizzazione criminale raffigurano membri del Team Rocket, località specifiche (nascondigli e palestre) o strumenti particolari come la Poké Ball o la Macchina Tecnica contenente un attacco di tipo Fuoco, Acqua ed Elettro.

## Membri

### Giovanni
Giovanni (サカキ?, Sakaki) è il leader del Team Rocket in Pokémon Rosso e Blu, Pokémon Giallo e Pokémon Rosso Fuoco e Verde Foglia. Il suo sogno è quello di possedere una collezione dei più forti Pokémon esistenti e usarla per conquistare il mondo. Negli stessi titoli ricopre inoltre il ruolo di capopalestra di Smeraldopoli, è specializzato in tipo Terra e conferisce la Medaglia Terra. Dopo essere stato sconfitto dal giocatore dichiara il suo intento di sciogliere il Team Rocket. In Pokémon Oro e Argento e Pokémon Cristallo Giovanni non appare, nonostante l'organizzazione criminale sia ancora attiva nella regione di Johto. Nel corso della storia i membri del Team Rocket tentano invano di contattarlo, prendendo possesso della Torre Radio di Fiordoropoli. In Pokémon Oro HeartGold e Argento SoulSilver si scopre che Giovanni è nascosto all'interno delle Cascate Tohjo, in cui è possibile sfidarlo. Insieme agli altri capipalestra, in Pokémon Nero 2 e Bianco 2 Giovanni partecipa al Pokémon World Tournament. In Pokémon Ultrasole e Ultraluna, inoltre, Giovanni è il capo del Team Rainbow Rocket.

Giovanni, il capo del Team Rocket

Nell'anime, Giovanni dirige dall'alto l'organizzazione criminale, agendo sempre per mezzo dei suoi subordinati e rimanendo nell'ombra a impartire ordini. Pertanto appare in un numero limitato di episodi, in particolare in Arrivederci, amici (The Scheme Team), dove Jessie e James gli comunicano la disfatta del Team Magma e del Team Idro, e in Errori da principianti (Two Degrees of Separation!) in cui Jessie e James gli comunicano di essere arrivati nella regione di Sinnoh. Giovanni torna ad essere presente a partire da Dolci ricordi! (Memories are Made of Bliss!) e nei successivi episodi ambientati ad Unima, in cui il Team Rocket si scontra con l'organizzazione criminale Team Plasma. Nel corso della sua visita a Unima affronta anche il Pikachu di Ash Ketchum, che viene sconfitto dal suo Persian. Giovanni finanzia la creazione di Mewtwo, che schiera nell'episodio L'ottava Medaglia all'interno della palestra di Smeraldopoli. Nell'episodio Uniti nel pericolo (Showdown at the Poké Corral) Mewtwo si ribella e fugge dal quartier generale del Team Rocket. Il Pokémon leggendario viene nuovamente catturato da Giovanni nel corso di Mewtwo Returns, ma riesce a liberarsi grazie all'aiuto di Ash.
Nella serie Pokémon è doppiato in giapponese da Hirotaka Suzuoki e Kenta Miyake (dal 28 settembre 2006) e in italiano da Tony Fuochi (Pokémon, Oltre i cieli dell'avventura, The Master Quest, Pokémon Advanced e Advanced Challenge), Riccardo Rovatti (Pokémon ep. 52), Oliviero Corbetta (Pokémon - The Johto Journeys), Sergio Romanò (Pokémon Advanced Battle), Federico Danti (Diamante e Perla Pokémon Nero e Bianco - Avventure a Unima e altrove, Pokemon XY), Giovanni Battezzato (Pokémon Diamante e Perla - I vincitori della Lega di Sinnoh, Pokémon Nero e Bianco, Pokémon Nero e Bianco - Destini rivali, Pokemon XYZ, Pokémon Sole e Luna  e Pokémon esplorazioni). Nei ridoppiaggi è interpretato da Pietro Ubaldi (ridoppiaggio Pokémon) e Federico Danti (ridoppiaggio Pokémon - The Johto Journeys). Nelle altre serie anime è doppiato in italiano da Cesare Rasini (Pokémon Chronicles), Raffaele Farina (Pokémon: Le origini) e Giorgio Bonino (Pokémon Generazioni).
Nel manga Pokémon - La grande avventura, Giovanni punta a conquistare il mondo, e per farlo decide di usare un clone di Mew creato dai suoi scienziati, Mewtwo, e di unire i poteri congiunti di Zapdos, Articuno e Moltres; per questo ordina ai suoi generali Lt. Surge, Sabrina e Koga di catturarli e unirli in un unico Pokémon. Il suo piano viene però rovinato da Rosso, Blu e Verde che sconfiggono i generali a Zafferanopoli e liberano i Pokémon leggendari. Giovanni decide di combattere Rosso personalmente: lo scontro si svolge alla palestra di Smeraldopoli e alla fine esce vincitore il ragazzo e Giovanni sparisce nel nulla. Si ripresenta liberando Rosso alla prigione di ghiaccio di Lorelei e, giunto sull'isola della battaglia con i Superquattro di Kanto, combatte Lance riuscendo a metterlo in ginocchio, ma quando questi evoca Lugia, Giovanni batte in ritirata. Sparito di nuovo dopo aver lasciato vacante il posto di capopalestra di Smeraldopoli, si ripresenta tre anni dopo al Settipelago con nuovi generali nel tentativo di catturare Deoxys per raggiungere i suoi piani: alla fine ci riesce, ma viene affrontato da Rosso che per l'occasione ha catturato Mewtwo, a uscire vincitore è di nuovo Rosso e Giovanni decide di sacrificarsi per salvare il figlio Argento. Per questo gesto eroico subisce delle profonde ferite e finisce in ospedale. In seguito affronta Dialga, Palkia e Giratina con l'aiuto di Alfredo e Lance, ma non riesce a sostenere la lotta a causa delle sue pessime condizioni di salute. Guarito da Celebi, Giovanni promette di rimettersi alla guida del Team Rocket.

### Jessie e James
Jessie (ムサシ?, Musashi) e James (コジロウ?, Kojirō) sono due agenti del Team Rocket che ricoprono un ruolo principale nella serie animata, in cui sono inoltre accompagnati da un terzo partner: un esemplare di Meowth capace di parlare il linguaggio umano. Poiché il loro obiettivo è quello di catturare un Pokémon raro per ingraziarsi il loro capo Giovanni, progettano una rapina al Centro Pokémon di Smeraldopoli, ma il piano va in fumo a causa del Pikachu di Ash Ketchum. Da questo momento in poi, il trio seguirà assiduamente il ragazzo per ottenere Pokémon rari e forti: si concentrerà sul suo Pikachu e sugli altri Pokémon suoi e dei suoi compagni di viaggio, oltre a quelli che i protagonisti incontrano da altre persone nelle loro avventure. Nella regione di Unima al trio vengono affidate alcune missioni da Giovanni, tuttavia in seguito al fallimento del piano, i tre ritornano al loro obiettivo originale. I mezzi più utilizzati dal Team Rocket dell'anime per rubare Pokémon - divenuti, nel tempo, simbolici delle loro attività truffaldine e comiche - sono un sottomarino a pedali dalle sembianze di un Magikarp e una mongolfiera con le fattezze di Meowth; in rari casi hanno impiegato mongolfiere con la sagoma di altri Pokémon. Per lungo tempo il trio ricorre anche a svariati mecha, enormi macchinari tecnologici, spesso a forma di Pokémon e dotati di reti o braccia meccaniche; di rado lo stesso mecha viene impiegato più di una volta perché, nella maggior parte dei casi, al termine dell'episodio i tre vengono sconfitti e allontanati da un attacco di Pikachu. Questo causa l'esplosione del mecha o della mongolfiera (quest'ultima, però, ritorna identica nell'occasione successiva).
Ogni membro del trio ha un passato travagliato. James, proveniente da una famiglia aristocratica e benestante, ha abbandonato la sua casa per dissidi coi suoi genitori, tra cui la costrizione a sposarsi con una donna facoltosa chiamata Jessiebelle. Jessie desiderava diventare infermiera, ma non potendo iscriversi a una normale scuola frequentò quella riservata ai Chansey, trovandosi alla fine, per ovvi motivi, a dover abbandonare il suo sogno. Le strade dei due ragazzi si sono incrociate infine all'Accademia del Team Rocket, dalla quale si formò l'iniziale duo. Infine Meowth, nato come Pokémon randagio, ha imparato a parlare e a camminare su due zampe per far colpo su Meowzie, un'aristocratica esemplare femmina di Meowth che l'aveva sempre snobbato; anche dopo l'apprendimento, però, Meowzie non ha degnato Meowth di uno sguardo, e ciò l'ha spinto a darsi a una vita diversa.
Jessie, James e Meowth sono doppiati rispettivamente in giapponese da Megumi Hayashibara, Shin'ichirō Miki e Inuko Inuyama; in italiano da Emanuela Pacotto, Simone D'Andrea e Giuseppe Calvetti (sostituito, a partire dalla settima stagione e nel ridoppiaggio delle prime, da Pietro Ubaldi).
In Pokémon Giallo, basato sull'anime, Jessie e James appaiono come mini-boss in frangenti in cui il giocatore deve sventare i piani del Team Rocket, come al termine del Monte Luna o in cima alla Torre Pokémon a Lavandonia. I due personaggi appaiono anche nei videogiochi per console Pokémon Puzzle League e Pokémon Let's Go, Pikachu! e Let's Go, Eevee!, e in diverse missioni nel videogioco mobile Pokémon Go, accompagnati dalla tradizionale mongolfiera a forma di Meowth.

### Altri membri
Nei videogiochi Pokémon Oro HeartGold e Argento SoulSilver vengono introdotti nuovi membri dell'organizzazione: Archer (アポロ?, Apollo), Atena (アテナ?, Athena), Milas (ランス?, Lance) e Maxus (ラムダ?, Lambda).
Alcuni membri che compaiono solo nella serie televisiva anime e nei film sono: la coppia composta da Butch (コサブロウ?, Kosaburō) e Cassidy (ヤマト?, Yamato), acerrimi rivali di Jessie e James; Hun (バショウ?, Bashō), Attila (ブソン?, Buson) e il Professor Sebastian (シラヌイ博士?, Dr. Shiranui), che tentano di catturare Raikou; il Dottor Nanba (ナンバ博士?), che tenta di catturare Lugia; Tyson (タツミ?, Tatsumi), che intende far evolvere i Magikarp con l'ausilio di una macchina artificiale; Il Predatore Mascherato (ビシャス?, Vicious), il quale tenta di catturare Celebi in Pokémon 4Ever; e Domino (ドミノ?, Domino), che aiuta Giovanni in Mewtwo Returns. A partire dall'episodio Dolci ricordi viene introdotta  Matori (マトリ?, Matori), segretaria di Giovanni divenuta in seguito un personaggio ricorrente nelle stagioni successive dove viene messa a capo di un'unità di agenti di elitè: la Matrix Matori.
Nel manga Pokémon - La grande avventura fanno parte del Team Rocket i tre capipalestra Lt. Surge, Sabrina e Koga. Al Settipelago fanno inoltre la loro comparsa tre nuovi generali: Sird (サキ?, Saki), Carr (チャクラ?, Chakra) e Orm (オウカ?, Ōka).